# Episodi di Drei Damen vom Grill (quarta stagione)
La quarta stagione della serie televisiva Drei Damen vom Grill è stata trasmessa in anteprima in Germania nel corso del 1982.
| nº | Titolo originale                | Titolo italiano | Prima TV Germania | Prima TV Italia |
| -- | ------------------------------- | --------------- | ----------------- | --------------- |
| 1  | Keine Rechte, nur Pflichten!    | inedito         | 1982              | inedito         |
| 2  | Treu wie Gold                   | inedito         | 1982              | inedito         |
| 3  | Auf Probe                       | inedito         | 1982              | inedito         |
| 4  | Die Konkurrenz schläft nicht    | inedito         | 1982              | inedito         |
| 5  | Crêpes Romana                   | inedito         | 1982              | inedito         |
| 6  | Altes Eisen                     | inedito         | 1982              | inedito         |
| 7  | Scheich mit Masern              | inedito         | 1982              | inedito         |
| 8  | Klappe zu - Affe tot            | inedito         | 1982              | inedito         |
| 9  | Saure Eier                      | inedito         | 1982              | inedito         |
| 10 | Schwarzarbeit für Kanada        | inedito         | 1982              | inedito         |
| 11 | Vertrauen gut, Kontrolle besser | inedito         | 1982              | inedito         |
| 12 | Oma ist die Größte              | inedito         | 1982              | inedito         |
| 13 | Wer zuletzt lacht...            | inedito         | 1982              | inedito         |